# Khronos Group
Le groupe Khronos est un consortium industriel fondé en 2000, et dont le but est de créer des API dont les spécifications sont rendues publiques et sont utilisables gratuitement, pour « créer et exécuter des applications multimédia sur un grand nombre de plateformes et appareils ». Toutes les entreprises membres peuvent participer au développement des spécifications des API gérées par Khronos. Elles ont également accès aux brouillons des spécifications ainsi qu'aux tests de conformité.
Il y a cinq niveaux d'adhésion possibles, du simple utilisateur des marques déposées jusqu'aux compagnies qui dirigent le groupe. En 2006, ce sont : Apple, ARM, ATI, Creative, Dell, Ericsson, Freescale, Imagination Technologies, Intel, Motorola, Nokia, Nvidia, Samsung, SK Telecom, Sony, Sun, et Texas Instruments. Le deuxième groupe comporte environ 90 entreprises.
Le 31 juillet 2006 lors de la conférence de la Siggraph, l'ARB (Architecture Review Board) a annoncé sa décision de transférer le contrôle de la spécification OpenGL au groupe Khronos.
Les autres API contrôlées par le groupe Khronos ont été développées depuis le début par celui-ci.

## Standards proposés par le groupe Khronos[1]

### Standard actifs[1]
- OpenGL, une API multiplate-forme pour la conception d'applications générant des images 3D (mais également 2D)
- OpenGL ES[2], une version embarquée d'OpenGL, adaptée aux téléphones portables, consoles de jeux, PDA, et autres appareils portables
- OpenGL SC[3], une version embarquée d'OpenGL, adaptée aux applications avec des fonctions de sécurité critique, comme par exemple dans les avions ou les automobiles.
- OpenVG[4], une API pour accélérer le calcul vectoriel 2D
- OpenMAX[5], une API qui fournit un accès aux codecs multimédias
- OpenSL ES[6], une API audio conçue pour les systèmes embarqués, en standardisant l'accès aux fonctionnalités, tel que les lecteurs MIDI ou le son 3D
- COLLADA[7], un format de fichier d'échange pour les applications 3D interactives
- OpenCL[8], un couple langage/API permettant d'exploiter les architectures parallèles (processeurs multi-cœurs, GPU, processeurs Cell…)
- WebGL[9], un standard pour les éléments 3D en basse résolution, basé sur OpenGL ES, via HTML5.
- EGL[10], une couche d'abstraction faisant le lien entre les API ci-dessus et le système de fenêtrage du système d'exploitation sous-jacent (par exemple Windows ou GNU/Linux)
- Vulkan[1],[11], la nouvelle génération d'API 3D (anciennement appelé OpenGL-Next)
- OpenXR[12], une API pour la réalité virtuelle et la réalité augmentée
- glTF[13], décrit par Khronos comme "le JPEG de la 3D", c'est format d'asset 3D API-agnostique
- KTX[14] (Khronos TeXture), pour transférer des textures compressées.
- NNEF (en)[15] (Neural Network Exchange Format), pour unifier les interface entre les frameworks et les différents logiciels de réseaux de neurones.
- OpenVX (en)[16] standard pour accélérer les applications de vision par ordinateur.

### Standards en cours de développement par le groupe[1]
- 3Dcommerce a pour objectif de créer un standard qui permettra de faciliter l'utilisation de la 3D sur les sites de commerce en ligne[17], en étendant le standard 3D glTF.
- ANARI (en)(ANAlytic Rendering Interface, interface de rendu d'analyse), a pour objectif de créer un standard pour la visualisation, en particulier des données scientifiques, par exemple avec du ray tracing[18].

### Standards inactifs[1]
- OpenML[19], une API pour « capturer, transporter, manipuler, afficher, et synchroniser les médias numériques ».
- OpenKODE[20], une API pour réduire la fragmentation du marché mobile et unifier les API d'accélération matérielle et de gestion du système.
- WebCL[3], une implémentation d'OpenCL pour le web.

## Membres du Khronos Group
On peut citer parmi les plus de 100 entreprises prenant part au Khronos Group, avec participation aux travaux et droit de vote, dont :
- AMD / ATI
- Apple
- ARM
- Creative Labs
- id Software
- Ericsson
- Google
- Intel
- Motorola
- Mozilla
- Nokia
- Nvidia
- Samsung Electronics
- Sony Computer Entertainment
- Nintendo
- Oracle / Sun Microsystems
- Texas Instruments
- Netflix[22]

Il y a aussi des partenaires universitaires, des organisations à buts non lucratifs, ou encore des coopérations avec d'autres instances, comme le W3C. Ces partenaires peuvent participer aux travaux, mais n'ont pas le droit de vote. 
On peut trouver la liste complète sur leur site.

## Banques de données, dictionnaires et encyclopédies
- Notices d'autorité :   - VIAF
  - LCCN
  - Japon
  - WorldCat